# Козолупова, Ирина Семёновна
Ирина Семёновна Козолупова (1910—1993) — советская музыкант, пианистка и педагог; доцент Московской консерватории (с 1960 года).

## Биография
Родилась 23 ноября 1910 года в Москве в музыкальной семье: отец Семён Козолупов, мать — Надежда Козолупова.
В 1918—1920 годах была ученицей музыкальной школы в Оренбурге. В 1921—1923 годах Ирина училась в Саратовской консерватории. Перед поступлением в Московскую консерваторию занималась игрой на фортепиано у матери, теорией музыки и сольфеджио у А. В. Александрова, гармонией у Г. Э. Конюса. В 1930 году она окончила консерваторию по классу А. Б. Гольденвейзера (также училась у Ф. М. Блуменфельда и в классе камерного ансамбля у А. Ф. Гедике).
В 1929—1930 годах работала пианисткой в оркестре Большого театра, в 1934—1944 годах была концертмейстером в Московской консерватории. Более 30 лет, в 1930—1960 годах, выступала как ансамблистка и концертмейстер с со своим отцом и сёстрами, с С. Н. Кнушевицким, М. Л. Ростроповичем, Ф. П. Лузановым, С. П. Ширинским и другими музыкантами.
В Московской консерватории Ирина Семёновна преподавала общее фортепиано с 1944 по 1985 годы. Её учениками были — И. Безродный, М. Лубоцкий, В. Пикайзен, Т. Прийменко, Ю. Ситковецкий и другие музыканты.
Она была автором переложений фортепианных прелюдий А. К. Лядова для виолончели и фортепиано. На 1-м Всесоюзном конкурсе музыкантов-исполнителей в Москве (1937 год) она получила приз «За лучший аккомпанемент»; также была награждена Дипломом за выступление на Всемирном фестивале молодёжи и студентов в Праге (1947 год). Записывалась на грампластинки СССР.
Первый муж — Святослав Кнушевицкий, советский виолончелист, профессор Московской консерватории, лауреат Сталинской премии третьей степени; сын — Кнушевицкий Игорь Святославович, виолончелист. Второй муж — Борщевский Лев Исаакович; дочь — Борщевская Наталия Львовна, скрипачка
Умерла в 1993 году в Москве. Похоронена на Введенском кладбище (19 уч.).